# روبرت ماكاي
روبرت ماكاي هو شخصية أعمال وسياسي كندي، ولد في 24 فبراير 1840 في كيثنس في المملكة المتحدة، وتوفي في 25 ديسمبر 1916. نشط حزبياً في الحزب الليبرالي الكندي. وقد انتخب عضو مجلس الشيوخ الكندي ‏.